# Holcocoleus
Holcocoleus is een geslacht van kevers uit de familie van de loopkevers (Carabidae). De wetenschappelijke naam van het geslacht is voor het eerst geldig gepubliceerd in 1883 door Chaudoir.

## Soorten
Het geslacht Holcocoleus omvat de volgende soorten:
- Holcocoleus latus (LaFerte-Senectere, 1851)
- Holcocoleus melanopus Andrewes, 1936